# Kupa na Bălgarija 1985-1986
La Coppa di Bulgaria 1985-1986 è stata la 4ª edizione di questo trofeo, e la 46ª in generale di una coppa nazionale bulgara di calcio, terminata il 27 aprile 1986.  Il Levski Sofia ha vinto il trofeo per la sedicesima volta.

## Primo turno
| Squadra 1            | Risultato       | Squadra 2              |
| -------------------- | --------------- | ---------------------- |
| Dimitrovgrad         | 1 – 0           | Dorostol Silistra      |
| Lokomotiv Ruse       | 1 – 0           | Svetkavica             |
| FK Černomorec Burgas | 4 – 1           | Rilski Sportist        |
| Chirpan              | 1 – 0           | Rozova Dolina          |
| Neftohimik Burgas    | 1 – 0           | Lokomotiv Stara Zagora |
| Balkan Botevgrad     | 1 – 0           | Haskovo                |
| Ludogorec            | 4 – 1           | Minjor Pernik          |
| Montana              | 2 – 1           | Dobrudža               |
| Arda Kărdžali        | 0 – 0 (4-3 dtr) | Spartak Plovdiv        |
| Vihren Sandanski     | 2 – 0           | Liteks Loveč           |

## Secondo turno
| Squadra 1      | Risultato       | Squadra 2            |
| -------------- | --------------- | -------------------- |
| Dimitrovgrad   | 0 – 2           | Neftohimik Burgas    |
| Lokomotiv Ruse | 4 – 1           | Akademic Svištov     |
| FK Etăr        | 3 – 2           | Slavia Sofia         |
| Chirpan        | 2 – 1 (dts)     | Botev Vraca          |
| Spartak Varna  | 2 – 1           | FK Černomorec Burgas |
| Ludogorec      | 5 – 3           | Vihren Sandanski     |
| Montana        | 3 – 2           | Černo More Varna     |
| Arda Kărdžali  | 1 – 2 (dts)     | Dunav Ruse           |
| Spartak Pleven | 2 – 2 (6-4 dtr) | Beroe                |
| Sliven         | 4 – 2 (dts)     | Lokomotiv Plovdiv    |

## Terzo turno

### Gruppo 1
| Squadra 1       | Risultato | Squadra 2    |
| --------------- | --------- | ------------ |
| Botev Plovdiv   | 1 - 3     | Levski Sofia |
| Lokomotiv Sofia | 2 - 0     | Montana      |

### Gruppo 2
| Squadra 1      | Risultato | Squadra 2  |
| -------------- | --------- | ---------- |
| Chirpan        | 2 - 4     | CSKA Sofia |
| Lokomotiv Ruse | 2 - 0     | Ludogorec  |

### Gruppo 3
| Squadra 1         | Risultato | Squadra 2  |
| ----------------- | --------- | ---------- |
| Neftohimik Burgas | 1 - 9     | FK Etăr    |
| Balkan Botevgrad  | 1 - 2     | Dunav Ruse |

### Gruppo 4
| Squadra 1     | Risultato   | Squadra 2         |
| ------------- | ----------- | ----------------- |
| Spartak Varna | 0 - 1 (dts) | Spartak Pleven    |
| Sliven        | 5 - 0       | Pirin Blagoevgrad |

## Quarti di finale
| Squadra 1      | Risultato | Squadra 2       |
| -------------- | --------- | --------------- |
| Levski Sofia   | 3 – 2     | Lokomotiv Sofia |
| Lokomotiv Ruse | 1 – 2     | CSKA Sofia      |
| Dunav Ruse     | 1 - 2     | FK Etăr         |
| Spartak Pleven | 2 – 3     | Sliven          |

## Semifinali
| Squadra 1  | Risultato | Squadra 2    |
| ---------- | --------- | ------------ |
| CSKA Sofia | 4 – 3     | Sliven       |
| FK Etăr    | 3 – 7     | Levski Sofia |

## Finale 3/4 posto
| Squadra 1      | Risultato | Squadra 2 |
| -------------- | --------- | --------- |
| 26 aprile 1986 |           |           |
| FK Etăr        | 2 – 0     | Sliven    |

## Finale
| Arbitro: | Bogdan Dočev |

|                |           |                    |
| Valchev 3’ 22’ | Marcatori | 56’ (rig.) Slavkov |